# Traskorchestia traskiana
Traskorchestia traskiana is een vlokreeftensoort uit de familie van de Talitridae. De wetenschappelijke naam van de soort is voor het eerst geldig gepubliceerd in 1857 door Stimpson.